# Estação Pirámide del Sol
A Estação Pirámide del Sol é uma das estações do Metrô de Lima, situada em Lima, entre a Estação Caja de Agua e a Estação Los Jardines. Administrada pela GyM y Ferrovías S.A., faz parte da Linha 1.
Foi inaugurada em 12 de maio de 2014. Localiza-se no cruzamento da Avenida Próceres de la Independencia com a Avenida Pirámide del Sol. Atende o distrito de San Juan de Lurigancho.